# Jonny Labey
Jonny Labey, es un actor conocido por haber interpretado a Paul Coker en la serie EastEnders.

## Biografía
Es hijo de Mark Labey y Collette Labey, tiene dos hermanas, Katie Labey y Rachael Labey.
Asistió al "Grouville School" y al "Victoria College".
En el 2011 tomó un curso de BA en el "Doreen Bird College of Performance" en Sidcup, Londres de donde se graduó en el 2014.
Jonny sale con la bailarina Chrissy Brooke, el 29 de junio del 2018 la pareja anunció que se habían comprometido.

## Carrera
El 1 de junio de 2015 se unió al elenco principal de la popular serie británica EastEnders donde interpretó a Paul Coker, el nieto de Les y Pam Coker,  hasta el 18 de julio de 2016 después de que su personaje muriera luego de sufrir heridas graves al ser golpeado durante una pelea.
El 8 de enero del 2017 se unió al elenco principal del programa de baile Dance Dance Dance donde concursó junto a la bailarina Chrissy Brooke, la pareja ganó el primer lugar durante el último episodio del programa el 12 de febrero del mismo año.

## Filmografía[8]

### Series de televisión
| Año         | Título     | Personaje  | Notas         |
| ----------- | ---------- | ---------- | ------------- |
| 2015 - 2016 | EastEnders | Paul Coker | 106 episodios |

### Películas
| Año  | Título   | Personaje | Notas                                                                                   |
| ---- | -------- | --------- | --------------------------------------------------------------------------------------- |
| 2015 | Soft Lad | David     | junto a Laura Ainsworth, Daniel Brocklebank, Suzanne Collins, Mya Collins y Craig Stein |

### Apariciones en programas
| Año  | Título               | Notas                                                                                      |
| ---- | -------------------- | ------------------------------------------------------------------------------------------ |
| 2018 | The One Show         | intérprete                                                                                 |
| 2017 | Taking The Next Step | juez                                                                                       |
| 2017 | Dance Dance Dance    | concursante - junto a Chrissy Brooke                                                       |
| 2015 | Children in Need     | participante - junto al elenco de EastEnders (realizaron "EastEnders Does Top Hat" medley) |

### Teatro
| Año  | Obra                 | Personaje         | Director (es)                | Teatro              | Notas                                                |
| ---- | -------------------- | ----------------- | ---------------------------- | ------------------- | ---------------------------------------------------- |
| 2015 | In the Heights       | Pete              | Luke Sheppard                | Southwark Playhouse | junto a Nathan Amzi, David Bedella y Josie Benson    |
| 2014 | White Christmas      | Oscar             | Luis De Abreu                | Dominion Theatre    | junto a Tom Chambers, Rachel Stanley y Louise Bowden |
| -    | Sweet Charity        | Oscar             | Luis De Abreu                | -                   | -                                                    |
| -    | Joie De Vivre        | Bailarín/Cantante | Luis De Abreu                | Orchard Theatre     | -                                                    |
| -    | Hooray for Hollywood | Bailarín/Cantante | Luis De Abreu                | Orchard Theatre     | -                                                    |
| -    | Buddy Holly          | Coro              | James Milton y Paul Morrisey | -                   | -                                                    |
| -    | Cats                 | Coro              | James Milton y Paul Morrisey | -                   | -                                                    |